# سام فروست
سام فروست (بالإنجليزية: Sam Frost)‏ هي ممثلة أسترالية، ولدت في 4 أبريل 1989 في ملبورن في أستراليا.